# Dirk Bos
Dirk Bos (Groningen, 13 september 1862 – Den Haag, 6 mei 1916), was een Nederlands politicus (VDB), zakenman en bankier.

## Levensloop
Na de Rijks-HBS gedaan te hebben in Groningen (1874 - 1879), ging Bos in 1879 Wiskunde en Natuurkunde studeren aan de Rijksuniversiteit Groningen. In 1888 promoveerde hij vervolgens aan dezelfde universiteit. Van 1883 tot 1893 was hij leraar wiskunde aan het gymnasium van Winschoten. In 1890 was hij mededirecteur (samen met zijn zwager J. Wilkens) van de Nederlandsche Hypotheekbank te Veendam. Vanaf 1893 was hij medefirmant van een groothandel in koffie en thee. Van 1895 tot 1901 was hij schoolopziener van het arrondissement Winschoten. Hij was tevens initiatiefnemer van de Stoomtramweg-Maatschappij Oostelijk Groningen en was tot zijn dood in 1916 commissaris van dit bedrijf.
Van 1893 tot 1907 was hij lid van de gemeenteraad van Winschoten voor de Liberale Unie.

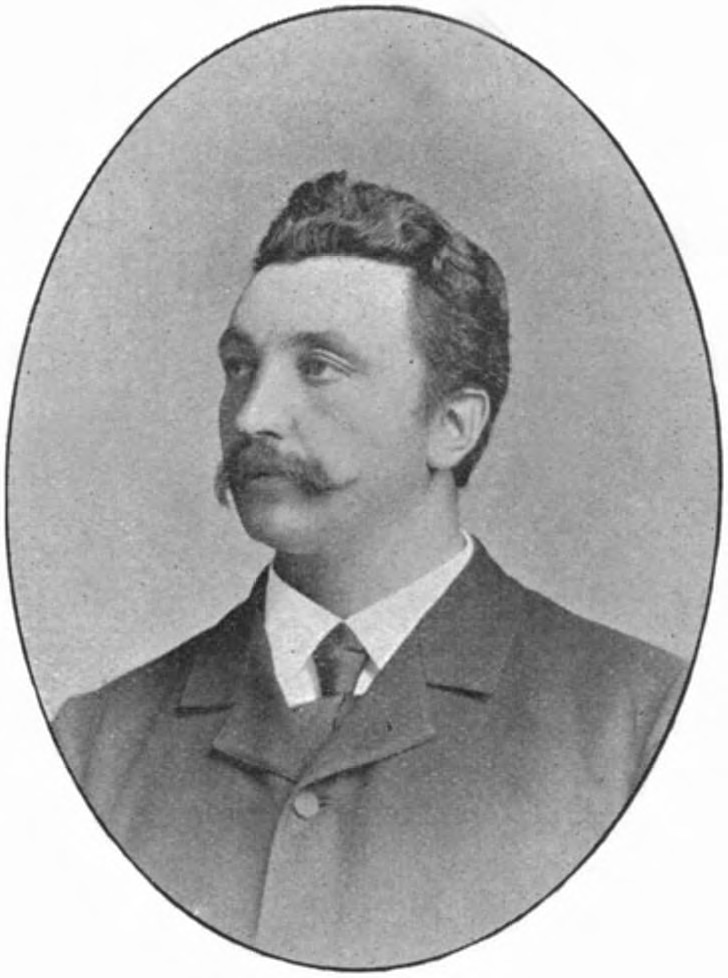
Dirk Bos ca. 1901

In 1901 was Bos medeoprichter van de links-liberale Vrijzinnig Democratische Bond (VDB). Van 1901 tot aan zijn dood in 1916 was hij lid van de Tweede Kamer voor de VDB. Hij was tevens fractievoorzitter. In 1913 was hij formateur, maar slaagde er niet in om een centrumlinks kabinet met de SDAP (Sociaaldemocratische Arbeiderspartij) te vormen, daar Troelstra het door Bos geschreven program, waarin onder meer het algemeen kiesrecht (voor mannen én vrouwen!) en een vorm van ouderdomspensioen waren opgenomen, slechts vanuit de oppositie wilde steunen. Een dergelijke 'gedoogconstructie' achtte de democraat Bos moreel onaanvaardbaar (want: wel macht uitoefenen, maar er geen verantwoording over behoeven af te leggen) en hij gaf de opdracht om een kabinet 'over den gehelen linkerzijde' te vormen, terug aan koningin Wilhelmina.
Bos was voorzitter van de Staatscommissie-Bos (of: pacificatiecommissie), op 31 december 1913 ingesteld door het kabinet-Cort van der Linden, die een oplossing moest formuleren voor de onderwijskwestie: de regeling van de subsidiëring van het bijzonder onderwijs. In 1917 kwam de commissie met een compromistekst (de 'pacificatie'), die gelijkstelling bij de bekostiging door de overheid van scholen voor openbaar en bijzonder onderwijs inhield. In 1917, een jaar na Bos' dood kwam de herziening van de Grondwet tot stand, waarbij tevens het algemeen kiesrecht voor mannen en het stelsel van evenredige vertegenwoordiging werden ingevoerd.
Hij bekleedde tal van nevenfuncties. Zo was Bos van 1912-1916 voorzitter van de raad van bestuur van de Koninklijke Academie van Beeldende Kunsten in Den Haag.

## Onderscheidingen
Ridder in de Orde van de Nederlandse Leeuw , Commandeur in de Orde van Oranje-Nassau, 16 december 1911.
- Biografisch Portaal: 14774543
- Digitale Bibliotheek voor de Nederlandse Letteren: bos_067
- International Standard Name Identifier: 0000 0003 5828 1485
- Library of Congress Control Number: n2014064488
- Nederlandse Thesaurus van Auteursnamen: 071005692
- Parlement.com: vg09lkyj4g00
- Système universitaire de documentation: 113864450
- Virtual International Authority File: 207170615
- WorldCat: E39PBJB4gmKv4M7YMfMMyg48YP